# Publi Sabí
Publi Sabí (en llatí Publius Sabinus) va ser prefecte del pretori de l'emperador Vitel·li.
Era prefecte d'una cohort i l'emperador el va nomenar prefecte de les tropes pretorianes quan va pujar al poder l'any 69, càrrec que va exercir breument. No s'ha de confondre amb el seu contemporani Flavi Sabí, prefecte de la ciutat.